# Callobius bennetti
Espèce
Synonymes
- Amaurobius bennetti Blackwall, 1846
- Amaurobius sylvestris Emerton, 1888

Callobius bennetti est une espèce d'araignées aranéomorphes de la famille des Amaurobiidae.

## Distribution
Cette espèce se rencontre aux États-Unis au Minnesota, en Iowa, au Wisconsin, en Illinois, au Michigan, en Indiana, en Ohio, au Tennessee, en Caroline du Nord, en Virginie, en Virginie-Occidentale, au Maryland, en Pennsylvanie, au New Jersey, dans l'État de New York, au Connecticut, au Massachusetts, au Vermont, au New Hampshire et au Maine et au Canada en Terre-Neuve-et-Labrador, au Nouveau-Brunswick, en Nouvelle-Écosse, au Québec, en Ontario et Manitoba,.

## Étymologie
Cette espèce est nommée en l'honneur de John Joseph Bennett.

## Publication originale
- Blackwall, 1846 : Notice of spiders captured by Professor Potter in Canada, with descriptions of such species as appear to be new to science. Annals and Magazine of Natural History, vol. 17, p. 30-44, 76-82 (texte intégral).